# David McCallum

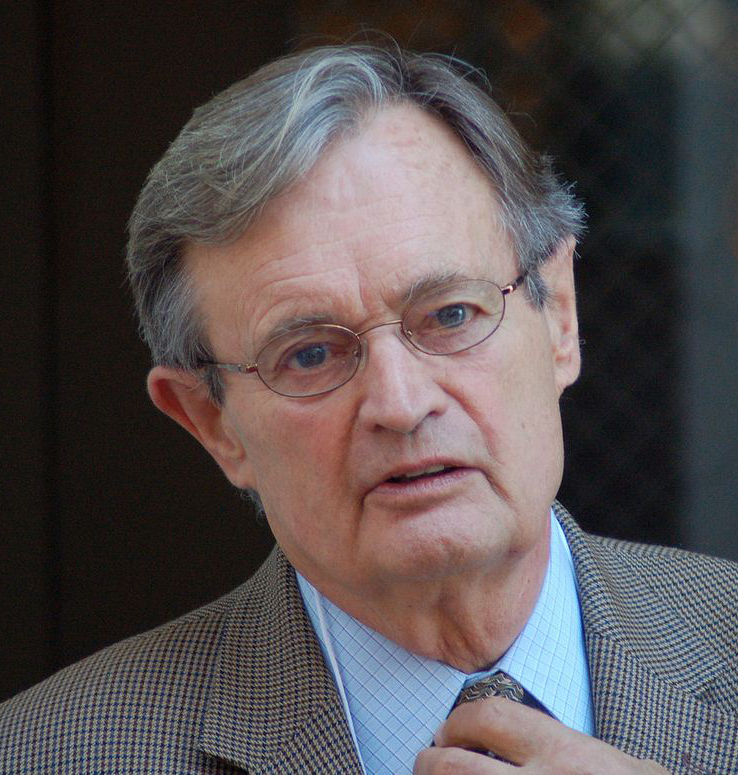
David McCallum (Oktober 2012)

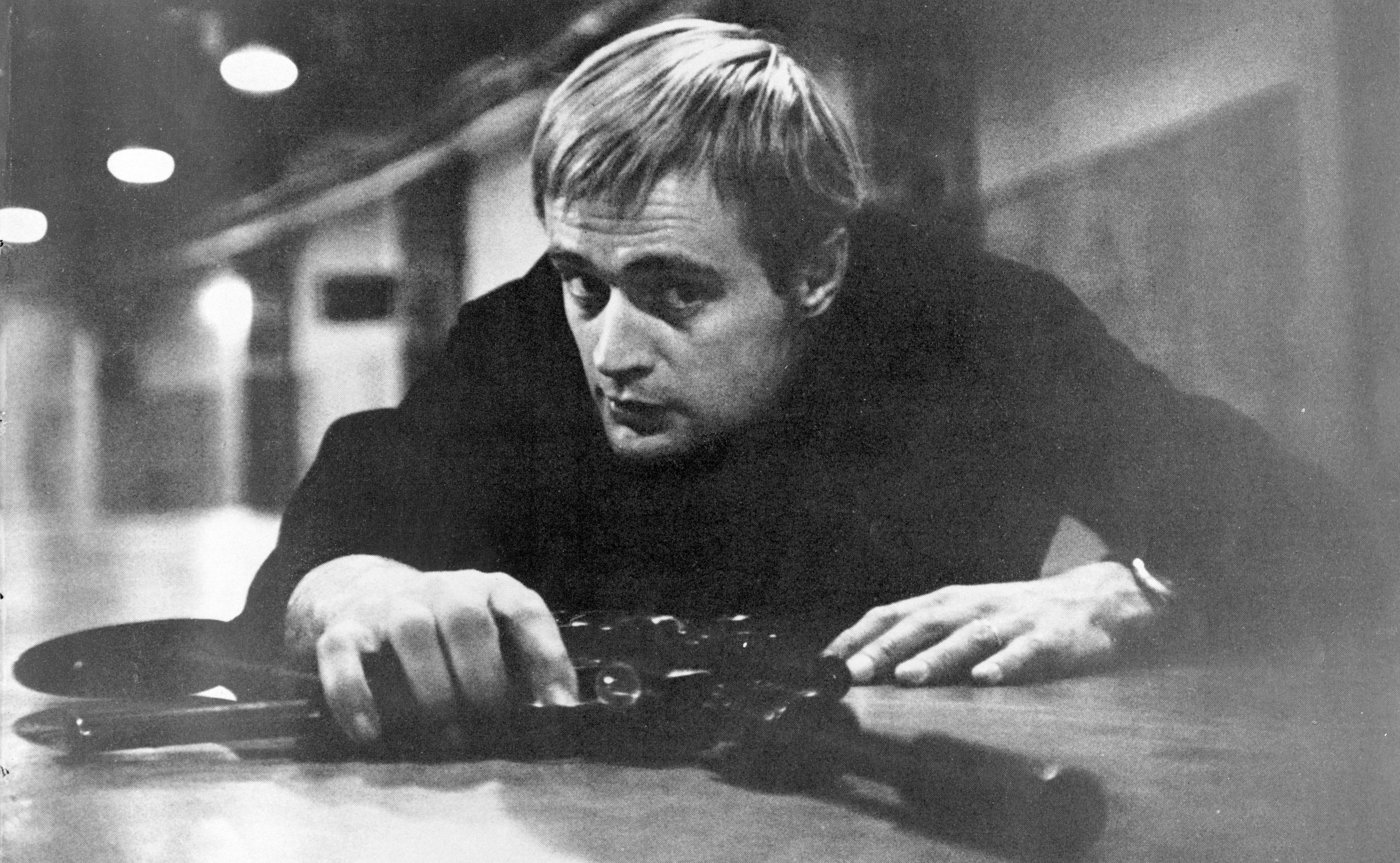
David McCallum als Illya Kuryakin (Juli 1965)

David Keith McCallum, Jr. (* 19. September 1933 in Glasgow; † 25. September 2023 in New York) war ein britischer Schauspieler, Musiker und Komponist. Zu seinen bekanntesten Rollen zählen der sowjetische Agent Illya Kuryakin in der Thrillerserie Solo für O.N.C.E.L. (1964–1968) und der Rechtsmediziner Donald „Ducky“ Mallard in der Krimiserie Navy CIS (2003–2023).

## Karriere
Der gebürtige Schotte David McCallum, dessen Vater David McCallum Sr. erster Geiger beim London Philharmonic Orchestra war, studierte zunächst Musik an der Royal Academy of Music in London, bevor er später noch ein Schauspielstudium am Oxford Playhouse anschloss.
Ab Ende der 1950er Jahre spielte er kleinere Rollen in verschiedenen britischen Filmen der Rank Organisation wie in Duell am Steuer mit Stanley Baker und Patrick McGoohan, Die Farm der Verfluchten und 1958 in Roy Ward Bakers Drama Die letzte Nacht der Titanic.
Zu Beginn der 1960er Jahre wirkte er auch in amerikanischen Spielfilmen mit, unter anderem in John Hustons Drama über den Psychoanalytiker Freud, des Weiteren in der Herman-Melville-Literaturverfilmung Die Verdammten der Meere von und mit Peter Ustinov. 1963 war er für John Sturges’ Hollywood-Produktion Gesprengte Ketten neben einem internationalen Staraufgebot verpflichtet, ebenso zwei Jahre später als Judas Iskariot in George Stevens’ Bibelepos Die größte Geschichte aller Zeiten.
Zwischen 1964 und 1968 verkörperte er den russischen Geheimagenten Illya Kuryakin in 105 Episoden der Fernsehserie Solo für O.N.C.E.L., worauf in der Fernsehserie Navy CIS angespielt wird. Der Erfolg der Serie führte dazu, dass einige Folgen zusammengeschnitten und auch als Kinofilme veröffentlicht wurden. In den 1960er Jahren spielte David McCallum, der verschiedene Instrumente beherrschte, unter der Leitung von David Axelrod eine Reihe von erfolgreichen Jazz- und Funk-Alben für Capitol Records ein, so etwa 1966 Music… A Part of Me, 1967 Music… It’s Happening Now! und Music… A Bit More of Me und 1968 das Album McCallum.
Nach dem Ende der Serie hatte McCallum zwar zunächst keine ganz großen Erfolge mehr, blieb aber ein vielbeschäftigter Darsteller. 1972 bis 1974 hatte McCallum eine der Hauptrollen in der britischen Serie Colditz. Ins Blickfeld des deutschsprachigen Publikums rückte er ab Mitte der 1970er wieder jeweils durch Hauptrollen in der Fernsehserie Der Unsichtbare sowie in dem ZDF-Advents-Abenteuervierteiler Die Abenteuer des David Balfour. Zwischen 1979 und 1982 hatte er eine der Titelrollen der britischen Fernsehserie Sapphire & Steel. In den 1980er und 1990er Jahren war McCallum viel beschäftigt in britischen und US-amerikanischen Serien.
Ab 2003 war er einer der Hauptdarsteller der Serie Navy CIS, in der er in insgesamt 373 Episoden den Gerichtsmediziner Dr. Donald „Ducky“ Mallard darstellte. Er trat bis zu seinem Tod in der Serie auf, wenngleich er mit zunehmendem Alter ab der 15. Staffel ein verringertes Arbeitspensum einforderte und damit nicht mehr in jeder Folge zu sehen war. Sein Schaffen für Film und Fernsehen umfasst mehr als 130 Produktionen.
Als renommierter und erfolgreicher Theaterschauspieler trat McCallum über die Jahrzehnte immer wieder an New Yorker und Londoner Bühnen auf. Im Januar 2016 veröffentlichte McCallum den Kriminalroman Once a Crooked Man.

## Privates
McCallum war von 1957 bis 1967 mit der Schauspielerin Jill Ireland († 1990) verheiratet, mit der er zwei leibliche Söhne (* 1958 und 1963) bekam und einen 1963 adoptierten Sohn († 1989) hatte. Ireland heiratete noch im Jahr der Scheidung Charles Bronson, auch McCallum heiratete im selben Jahr erneut und bekam mit Katherine Carpenter einen Sohn und eine Tochter. McCallum starb im September 2023 sechs Tage nach seinem 90. Geburtstag in New York.

## Synchronstimmen
Der deutsche Synchronsprecher David McCallums war ab 2021 Freimut Götsch. Zuvor waren dies Eberhard Prüter (bis 2014) und Fred Maire (bis 2020), die ihm bis zu ihrem Tod ihre Stimme in Navy CIS geliehen hatten. Für die Erstausstrahlung der Fernsehserie Der Unsichtbare war Christian Brückner die deutsche Stimme von David McCallum. Die Nachsynchronisation für die DVD-Veröffentlichung in zwei bis dahin nicht synchronisierten Folgen übernahm Alexander Doering.
Darüber hinaus wurde er im Laufe seiner Karriere von vielen verschiedenen Sprechern synchronisiert. So sprachen ihn in der Serie Solo für O.N.C.E.L. sowohl Joachim Pukaß als auch Sascha Draeger, sowie in den zur Serie gehörenden Filmen außerdem Fred Maire, Eckart Dux und Michael Chevalier.

## Filmografie (Auswahl)
- 1957: Am Rande der Unterwelt (The Secret Place)
- 1957: Duell am Steuer (Hell Drivers)
- 1957: Es begann, als sie nein sagte (These Dangerous Years)
- 1957: Die Farm der Verfluchten (Robbery Under Arms)
- 1958: Kinder der Straße (Violent Playground)
- 1958: Die letzte Nacht der Titanic (A Night To Remember)
- 1960: Verrufene Straße (Jungle Street)
- 1961: Sieben gegen die Hölle (The Long and the Short and the Tall)
- 1961: Sir Francis Drake – Der Pirat der Königin (Sir Francis Drake) (Fernsehserie, 1 Folge)
- 1962: Freud (Freud – The Secret Passion)
- 1962: Die Verdammten der Meere (Billy Budd)
- 1963–1964: The Outer Limits (Fernsehserie, 2 Folgen)
- 1963: Gesprengte Ketten (The Great Escape)
- 1964: Das große Abenteuer (The Great Adventure) (Fernsehserie, 2 Folgen)
- 1964: Perry Mason (Fernsehserie, Folge 7x19)
- 1964–1968: Solo für O.N.C.E.L. (The Man from U.N.C.L.E.) (Fernsehserie, 104 Folgen)
- 1964: Zivilcourage (Profiles in Courage) (Fernsehserie, 1 Folge)
- 1965: Die größte Geschichte aller Zeiten (The Greatest Story Ever Told)
- 1965: Spion mit meinem Gesicht (The Spy with My Face)
- 1966: Unser trautes Heim (Please Don’t Eat the Daisies) (Fernsehserie, 1 Folge)
- 1966: Unter Wasser rund um die Welt (Around the World Under the Sea)
- 1967: Die Karate Killer (The Karate Killers)
- 1967: Drei Bissen vom Apfel (Three Bites of the Apple)
- 1968: Die unverbesserlichen Drei (The Helicopter Spies), Zusammenschnitt zweier Serienfolgen
- 1968: Kugeln sind sein Autogramm (Sol Madrid)
- 1969: Ein Atemzug Liebe (La cattura)
- 1969: Moskito-Bomber greifen an (Mosquito Squadron)
- 1970: Ständig in Angst (Hauser’s Memory) (Fernsehfilm)
- 1973: Frankenstein, wie er wirklich war (Frankenstein: The True Story) (Fernsehfilm)
- 1975: Der Unsichtbare (The invisible Man) (Fernsehserie, 13 Folgen)
- 1976: Killerhunde (Dogs)
- 1977: König Salomons Schatz (King Solomon’s Treasure)
- 1978: Die Abenteuer des David Balfour (Kidnapped) (Fernsehvierteiler)
- 1979–1982: Sapphire & Steel (Fernsehserie, 34 Folgen)
- 1980: Schrei der Verlorenen (The Watcher in the Woods)
- 1983: Hart aber herzlich (Hart to Hart) (Fernsehserie, Folge 4x11 Herausforderung im Dschungel)
- 1985: Todepoker (Terminal Choice)
- 1986: Das A-Team (The A-Team) (Fernsehserie, Folge 5x06)
- 1986: The Wind
- 1987: Matlock (Fernsehserie, 2 Folgen)
- 1987: The Wind
- 1989–1990: Mord ist ihr Hobby (Murder, She Wrote) (Fernsehserie, Folgen 5x14 & 7.02, verschiedene Rollen)
- 1990: The Haunting of Morella
- 1991: Cluedo (Fernsehserie, 6 Folgen)
- 1991: Hear My Song
- 1993: Dirty Weekend – Zur Rache getrieben (Dirty Weekend)
- 1993: seaQuest DSV (Fernsehserie, Folge 1x10)
- 1994: Babylon 5 (Fernsehserie, Folge 1x04)
- 1996: Das Seattle Duo (Mr. & Mrs. Smith) (Fernsehserie, Folge 1x11)
- 1997: Team Knight Rider (Fernsehserie, 5 Folgen)
- 1997: Outer Limits – Die unbekannte Dimension (The Outer Limits) (Fernsehserie, 1 Folge)
- 1997: Law & Order (Fernsehserie, Folge 7x22 – Das ungeliebte Kind)
- 1998: Rosamunde Pilcher – Heimkehr (Coming Home) (Fernsehfilm)
- 1999: Einsam in Manhattan (Cherry)
- 1999: Sex and the City (Fernsehserie, Folge 2x15)
- 2003: JAG – Im Auftrag der Ehre (JAG) (Fernsehserie, 2 Folgen)
- 2003–2023: Navy CIS (NCIS) (Fernsehserie, 373 Folgen)
- 2009: Wonder Woman (Sprechrolle)

## Diskografie
- 1966: Music… A Part of Me (Capitol Records)
- 1967: Music… It’s Happening Now! (Capitol Records)
- 1967: Music… A Bit More of Me (Capitol Records)
- 1968: McCallum (Capitol Records)
- 19??: Solo für I.L.L.Y.A. (Capitol Records)
- 1996: Open Channel D (Rev-Ola Records)

## Veröffentlichungen
- Once a Crooked Man, 2016, Minotaur Books, ISBN 978-1-250-08045-5